# Cristóvão Jacques
Cristóvão Jaques (Algarve, ca. 1480-después de 1530) fue un marino y noble portugués recordado por haber participado en las primeras expediciones de protección contra los corsarios franceses en el litoral brasileño y de haber realizado algunos descubrimientos, como la bahía de Todos los Santos y el río Paraguaçu.

## Biografía
Poco se sabe sobre Cristóvão Jaques. De ascendencia aragonesa, también era conocido como Cristóvão Valjaques. Era hijo bastardo de Pero Jaques, siendo después legitimado por D. João II (1481-1495) y más tarde hecho noble de la Casa Real de D. Manuel I (1495-1521). Se casó con una hija de Francisco Portocarreiro, con quien tuvo tres hijos.

## Viajes
En 1503, Cristóvão Jaques llegó por primera vez a la costa de Brasil en la flota comandada por Gonçalo Coelho.
En 1516, ya al mando de dos carabelas, fue el encargado de patrullar la costa brasileña, con el fin de disuadir las incursiones de corsarios franceses. En noviembre de ese año llegó a una gran bahía que llamó bahía de Todos los Santos. En Río de la Plata venció y apresó a muchos franceses. Recorrió la costa hasta 1519.
El 21 de julio de 1521 zarpó de nuevo desde la desembocadura del río Tajo con destino a Brasil, fundando en Pernambuco la factoría de Itamaracá, uno de los anclajes más conocidos de la costa brasileña, donde había abundancia de palo brasil (Paubrasilia echinata) y frecuentes contactos entre indígenas y europeos, Luego continuó rumbo sur hasta el Río de la Plata.
Finalmente, en 1526, fue nombrado Governador das Partes do Brasil por D. João III, en sustitución de Pero Capico, volviendo de nuevo al mando de una carraca y cinco carabelas, una de ellas bajo el mando de Diogo Leite. Funda nuevas factorías y juzgando que las cinco carabelas le eran suficientes, envía de regreso la carraca Portugal cargada con palo de Brasil. A continuación, navega por la costa con cuatro carabelas, trabando algunos combates contra corsarios franceses. En 1527, frente a las costas de Bahía, en Recôncavo, encontró tres barcos de comerciantes franceses, dos de ellos de 140 toneladas. El combate duró el día entero y acabó con la captura de los barcos franceses y el apresamiento de unos 300 tripulantes, que envió a Pernambuco. Sin embargo, habiendo actuado con brutalidad contra los presos, esa actitud acabó causándole problemas importantes con el rey D. João III (1521-1557).
Al regresar a Portugal, se ofreció al soberano para, a sus propias expensas y con un millar de colonos, dar inicio a la ocupación permanente de nuevas tierras, pero nada salió de esa propuesta.
Apenas cuatro años después de la llegada de los portugueses a Brasil, hay constancia de que ya andaban franceses por las márgenes del río Paraguaçu, comerciando con los nativos. El descubrimiento oficial del río es, sin embargo, atribuida a Cristóbal Jacques, comandante de la expedición de guarda-costas en 1526. Tres ríos desembocan en la bahía de Todos los Santos: el Paraguaçu, el más largo, con 600 km, lo que le hizo ser llamado «río grande» en la lengua indígena, y que será el río de penetración en el interior de la capitanía; el Subaé, que baña Santo Amaro y que será conocido como el río de los establecimientos de azúcar; y el Jaguaripe, que pasa por la actual ciudad de Nazaré, y que será conocido como el río de la harina.
En una carta de Frei Vicente do Salvador (1564-1635, padre de la historia brasileña), se registra que Christopher Jacques encontró en una isla del curso bajo del río Paraguaçu (ya entonces llamada isla de los franceses) dos naos que comerciaban con los indígenas, que fueron debidamente hundidas. En ese lugar, se fundó un pueblo que más tarde se llamó Nossa Senhora do Rosário da Cachoeira. A principios del siglo XVII, el establecimiento de Gaspar Dias Adorno fue el lugar ideal para la penetración de la capitanía.